# Indikator (Medizin)
Als Indikator bezeichnet man in den Naturwissenschaften eine Substanz, die durch eine sichtbare oder messbare Veränderung einen Vorgang oder Zustand anzeigt.
Zum Einsatz kommen vor allem 
- pH-Indikatoren (Farbveränderung bei verändertem pH-Wert; siehe hierzu auch: Indikator (Chemie))
- Enzymindikatoren (Ablauf einer enzymatischen Reaktion bei Vorliegen einer gesuchten Substanz)
- radioaktive Indikatoren (Anreicherung radioaktiv markierter Substanzen in bestimmten Regionen)
- Licht spezifisch absorbierende oder emittierende Substanzen, deren Elimination noninvasiv gemessen wird (wie bei Indocyaningrün beispielsweise)

## Einsatz

### Diagnostik
Zu diagnostischen Zwecken als Nachweis pathologischer Stoffwechselprozesse, der Abgrenzung aktiver Organbereiche oder zur Bestimmung von Shuntvolumia.
 
z. B. Nachweis von Glukose im Urin.

### Sterilisation
Zur Funktionskontrolle von medizinischen Sterilisatoren. Meistens als Papierstreifen oder Markierung auf der Verpackung mit chemischen Substanzen die unter den gewünschten keimabtötenden Bedingungen eine Verfärbung zeigen und damit eine laufende Funktionskontrolle ermöglichen. Da die chemischen Indikatoren nur eine relativ ungenaue Funktionsbestimmung zulassen auch als biologische Indikatoren in Form von Sporen zur vorgeschriebenen halbjährlichen Funktionskontrolle.